# 朝鲜驻外机构列表

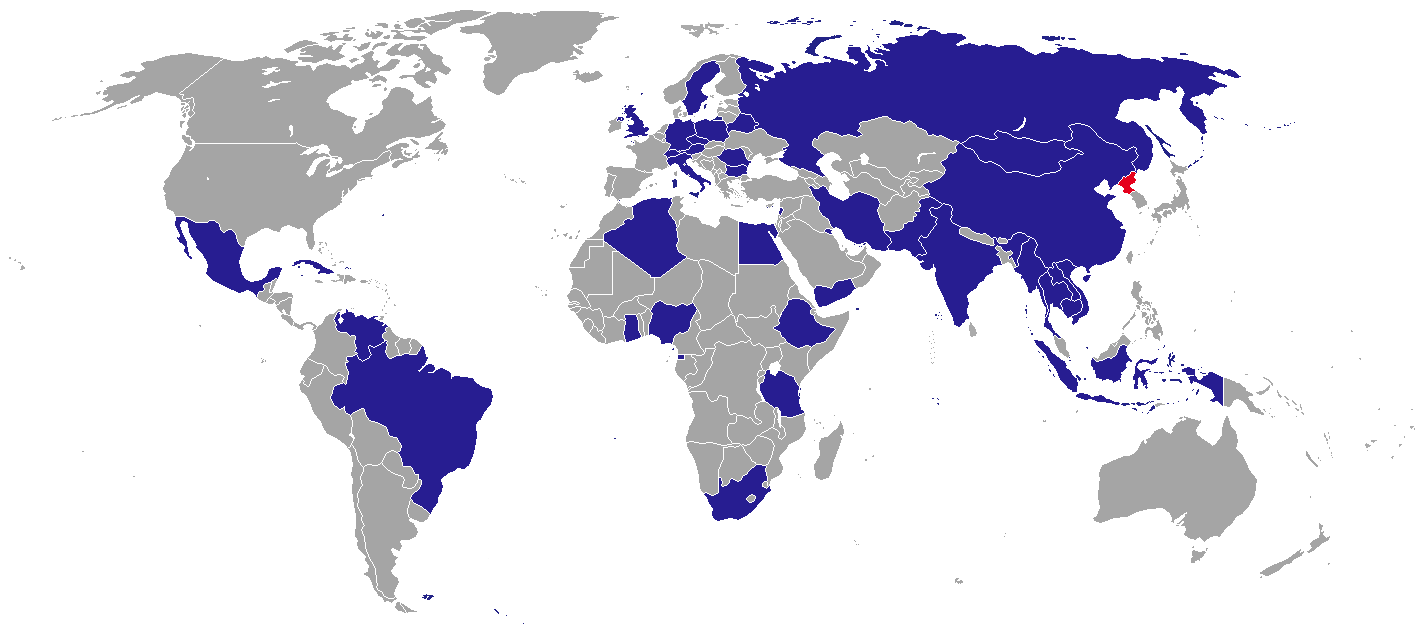
朝鲜民主主义人民共和国驻外机构

朝鲜民主主义人民共和国是全球最为孤立的国家之一，因此其对外交往十分有限。在冷战期间，朝鲜的外交政策主要致力于发展同东方集团国家之间的关系，同时积极在发展中国家中拉拢盟国。这对于朝鲜来说是政治上的需要，因为朝鲜和韩国都在争夺各国外交上的承认。最终大多数国家都同时承认了朝鲜半岛上的两个国家。 朝鲜在西欧国家设立外交机构的进程十分缓慢，很长一段时间以来，其位于斯德哥爾摩的駐瑞典大使馆是朝鲜在西欧的唯一外交机构。
2023年年底，朝鲜连续关闭多个驻外使领馆。当年10月底，该国先后通报将关闭驻乌干达大使馆和驻安哥拉大使馆，随后，该国又相继关闭了在西班牙、香港、尼泊尔，塞内加尔与几内亚的使领馆，至此，该国驻外代表机构有45座。

## 欧洲

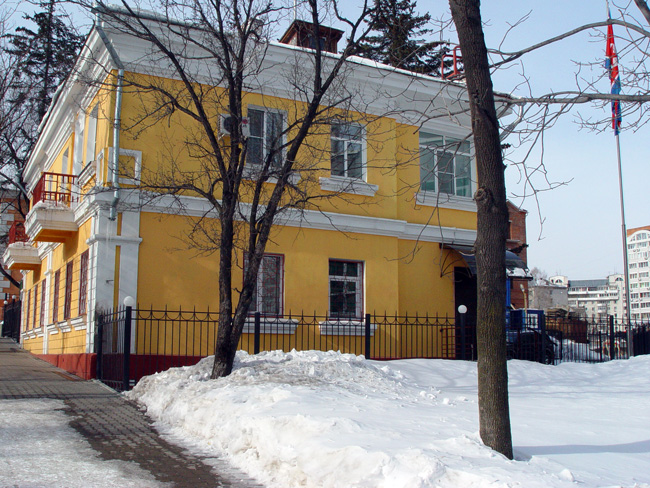
哈巴罗夫斯克的朝鲜领事馆

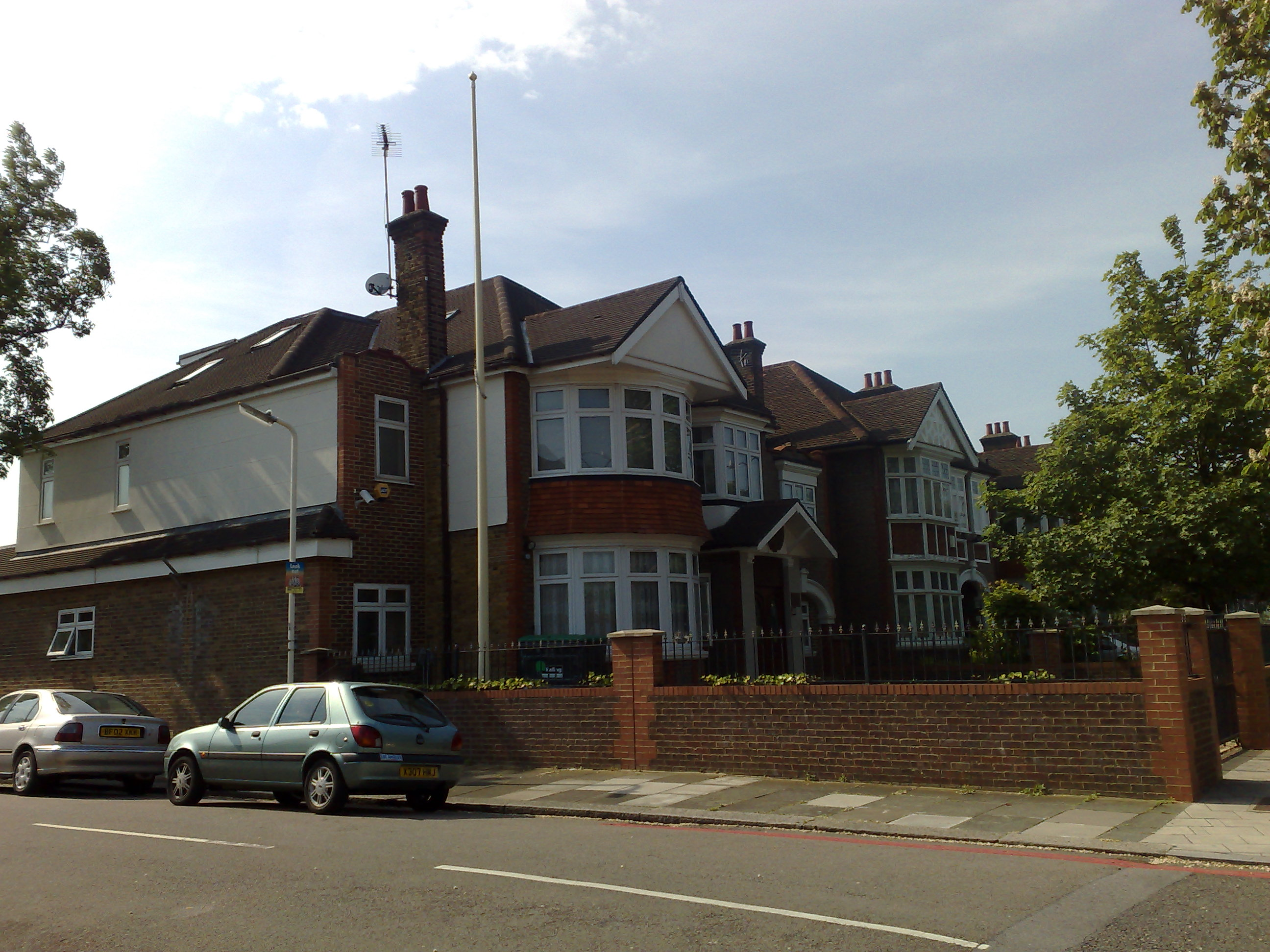
伦敦的朝鲜驻英国大使馆

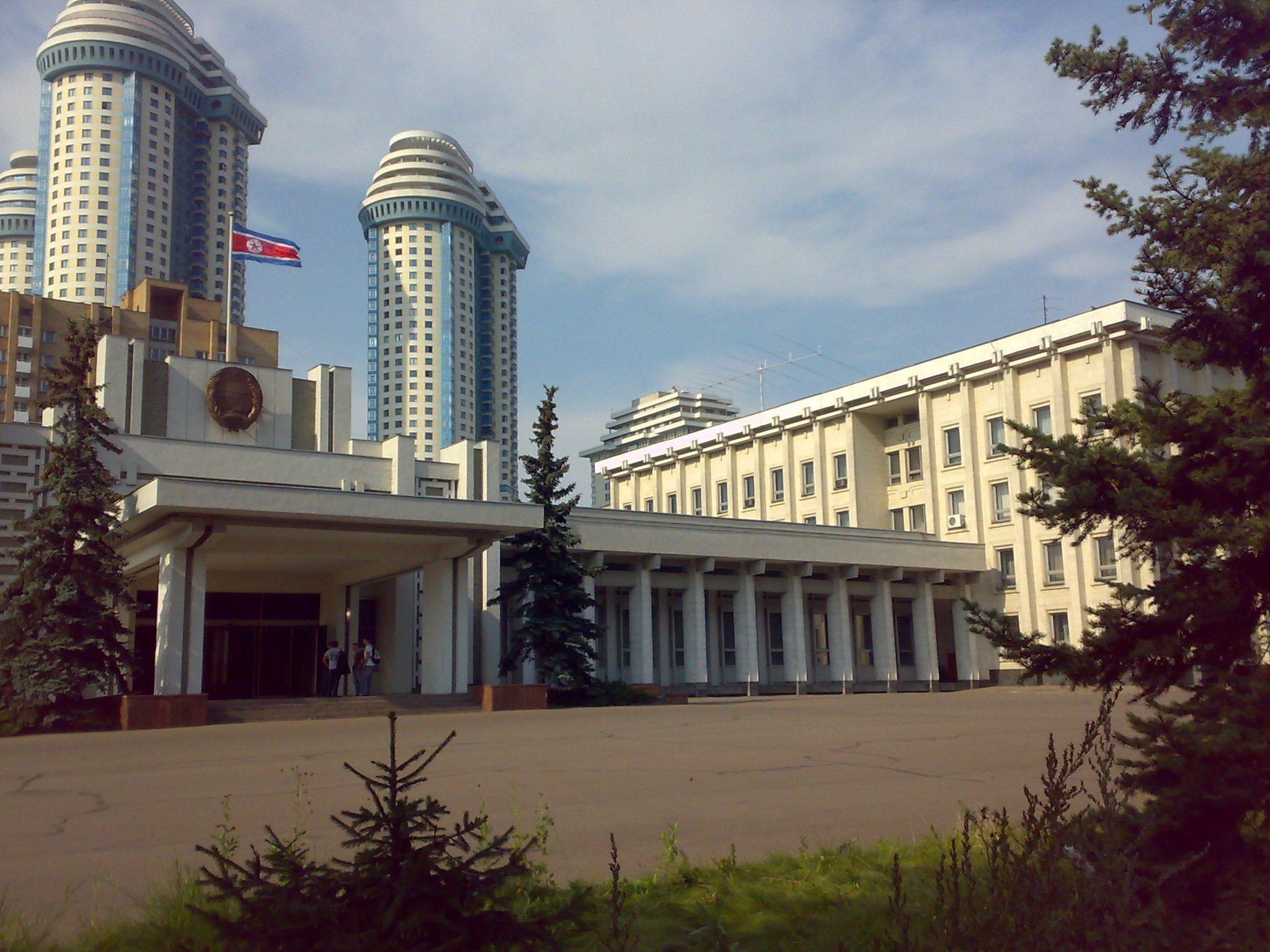
莫斯科的朝鲜驻俄罗斯大使馆

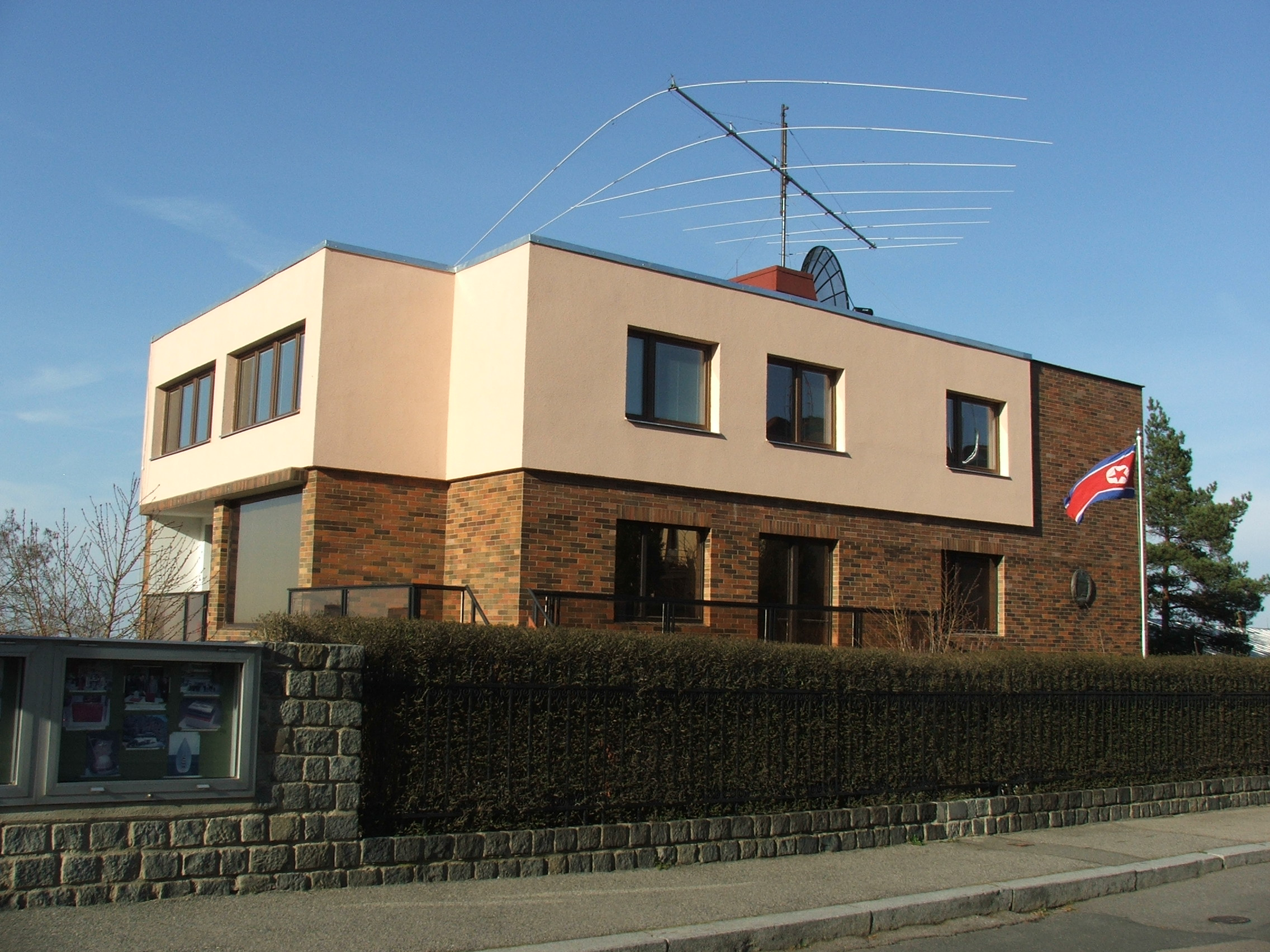
布拉格的朝鲜駐捷克大使馆

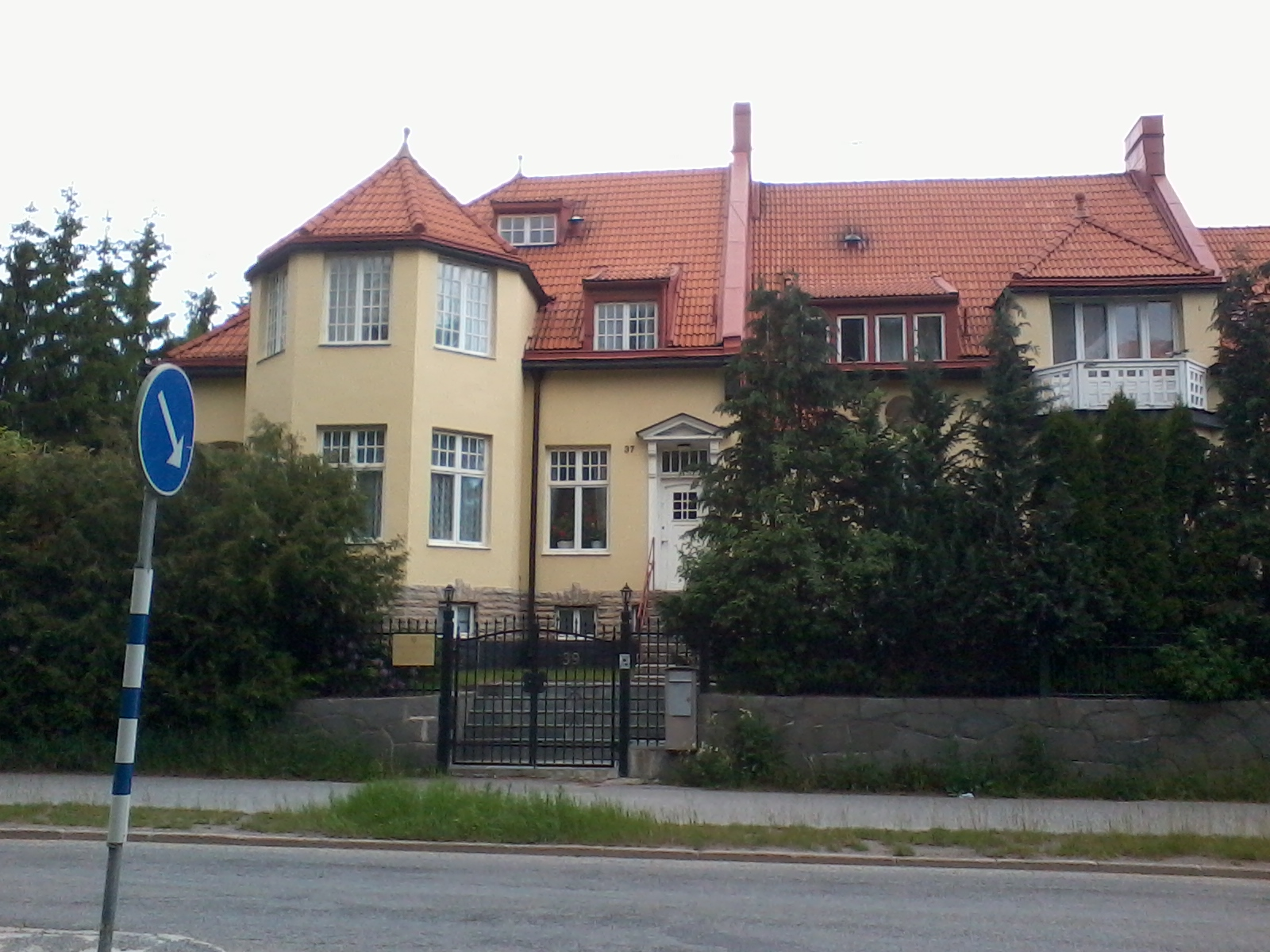
斯德哥尔摩的朝鲜驻瑞典大使馆

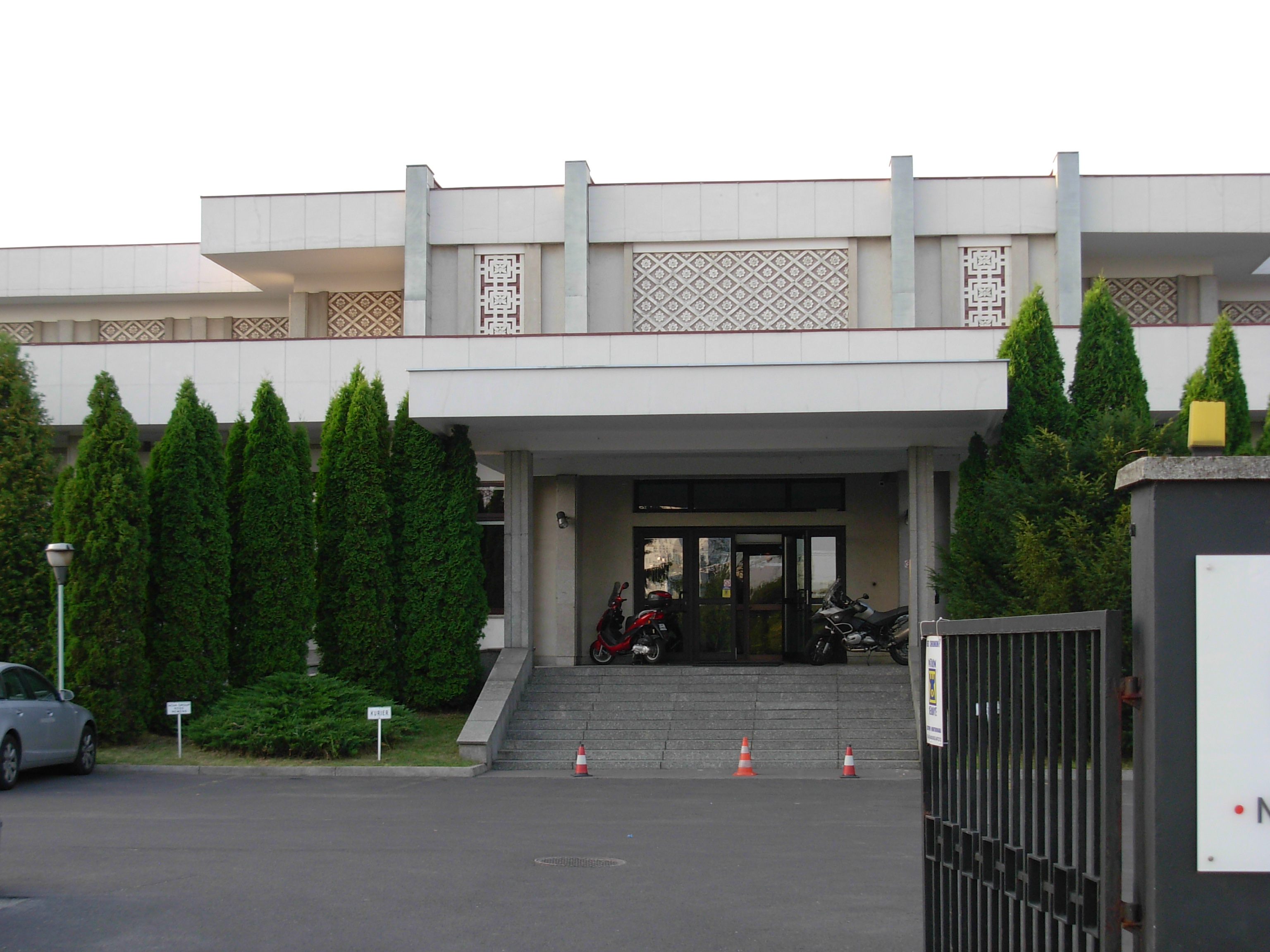
华沙的朝鲜驻波兰大使馆

- 奥地利
  - 维也纳（大使馆）[3]
- 保加利亚
  - 索菲亚（大使馆）[4]
- 捷克
  - 布拉格（大使馆）[5]
- 法國
  - 巴黎（朝鮮駐法國總代表部（法语：Délégation de la république populaire démocratique de Corée en France））
- 德国
  - 柏林（大使馆）[4]
- 義大利
  - 罗马（大使馆）[6]
- 波蘭
  - 华沙（大使馆（波兰语：Ambasada Korei Północnej w Polsce））[4]
- 羅馬尼亞
  - 布加勒斯特（大使馆）[4]
- 俄羅斯
  - 莫斯科（大使馆）[7]
  - 纳霍德卡（总领事馆）[8]
  - 哈巴罗夫斯克（领事馆）[9][10]
- 瑞典
  - 斯德哥尔摩（大使馆（瑞典语：Nordkoreas ambassad i Stockholm））[11]
- 瑞士
  - 伯尔尼（大使馆）[12]
- 英国
  - 伦敦（大使馆）[13]

## 北美洲
- 古巴
  - 哈瓦那（大使馆）[14]
- 墨西哥
  - 墨西哥城（大使馆）[15]

## 南美洲
- 巴西
  - 巴西利亚（大使馆（葡萄牙語：Embaixada da Coreia do Norte em Brasília））[16]
- 委內瑞拉
  - 卡拉卡斯 （大使馆）[17]

## 非洲
- 埃及
  - 开罗（大使馆）[18]
- 赤道几内亚
  - 馬拉博（大使馆）[19]
- 衣索比亞
  - 亚的斯亚贝巴（大使馆）[20]
- - 阿克拉（大使馆）[21]
- 奈及利亞
  - 阿布贾（大使馆）[22]
- 南非
  - 比勒陀利亞（大使馆）[23]
- 坦桑尼亚
  - 达累斯萨拉姆（大使馆）

## 亚洲

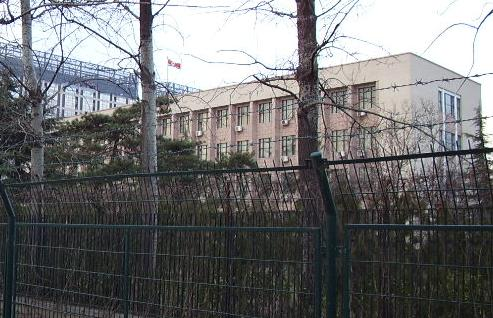
北京的朝鲜驻华大使馆

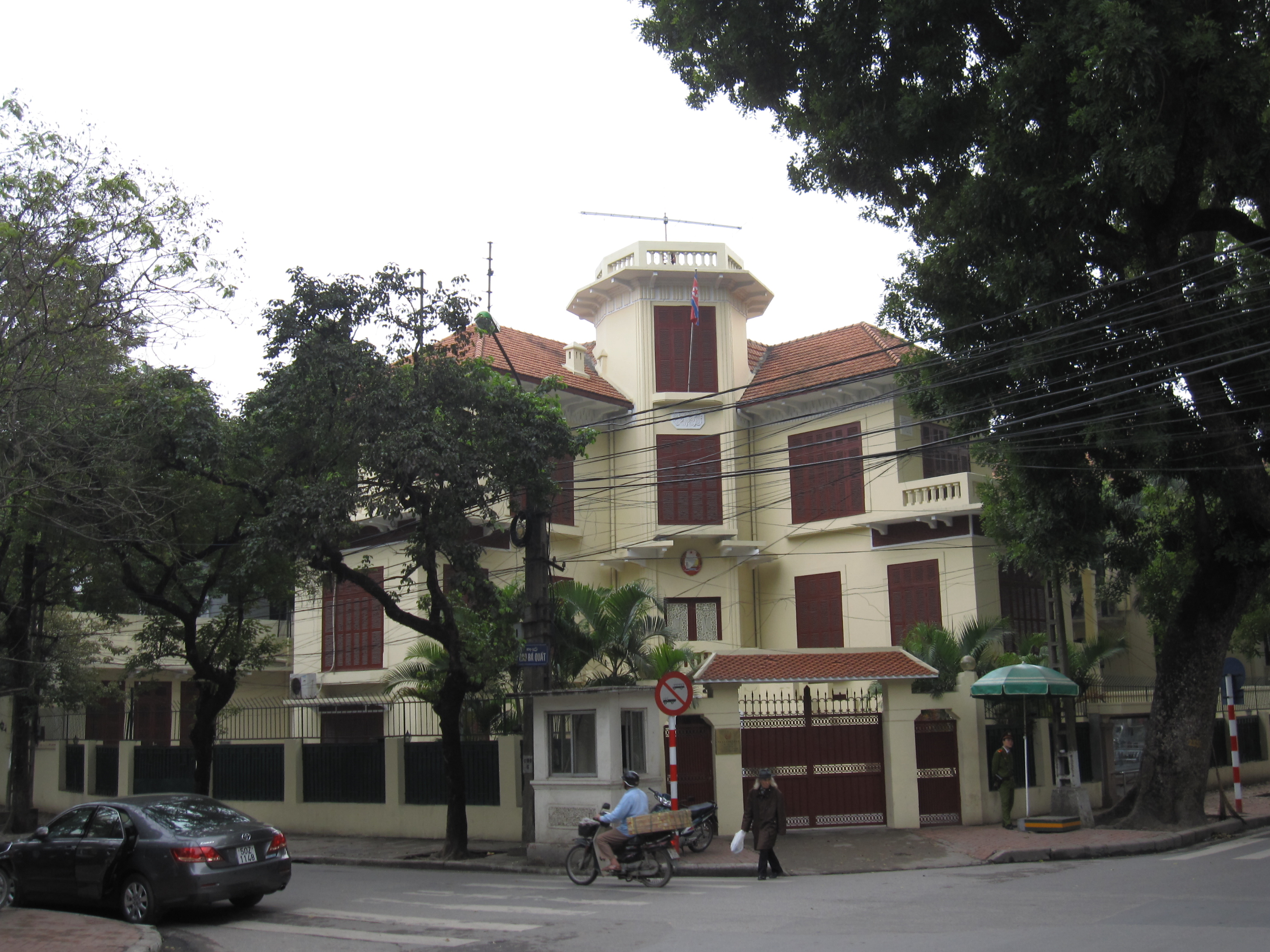
河内的朝鲜駐越南大使馆

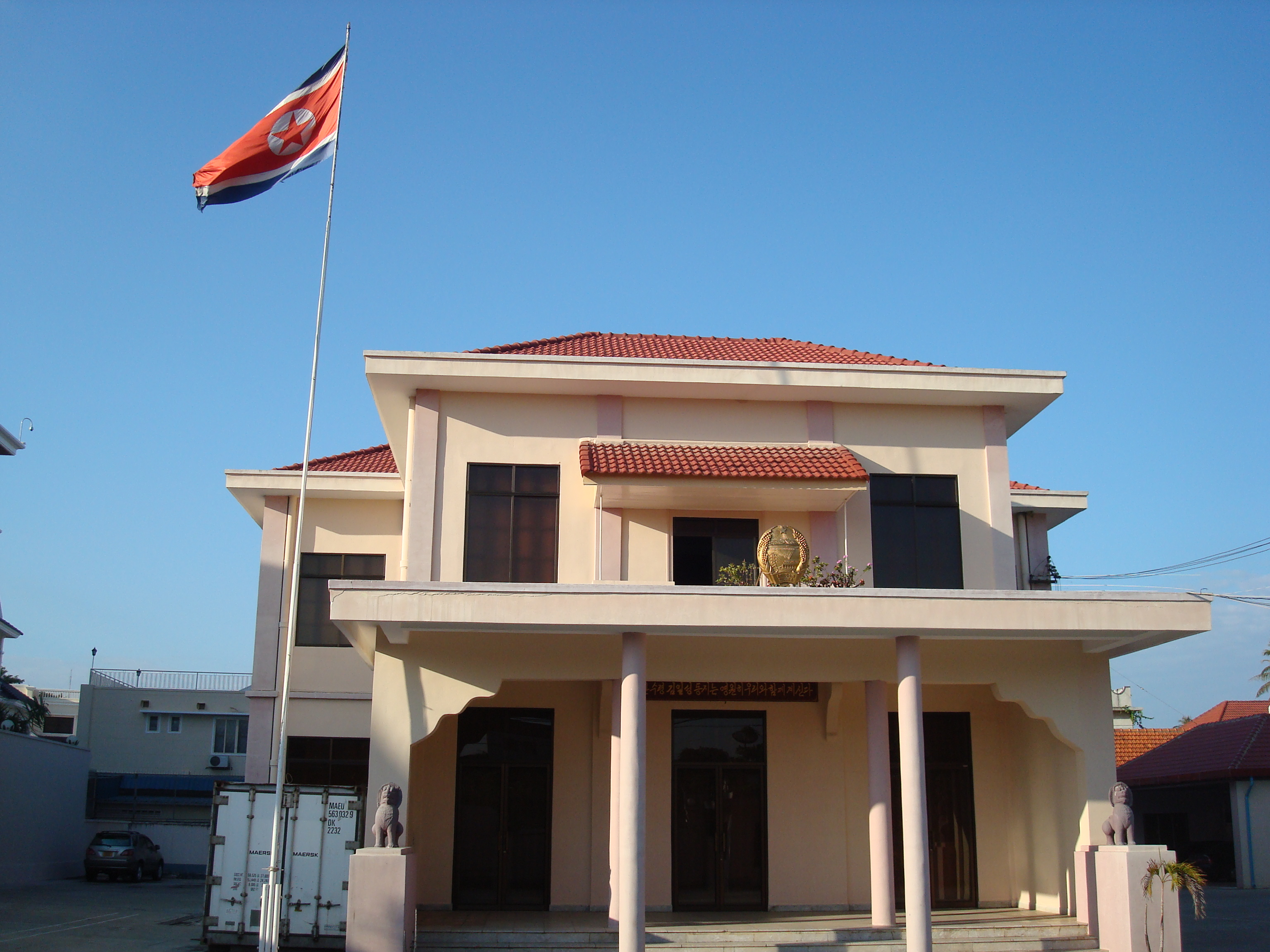
金边的朝鲜柬埔寨大使馆

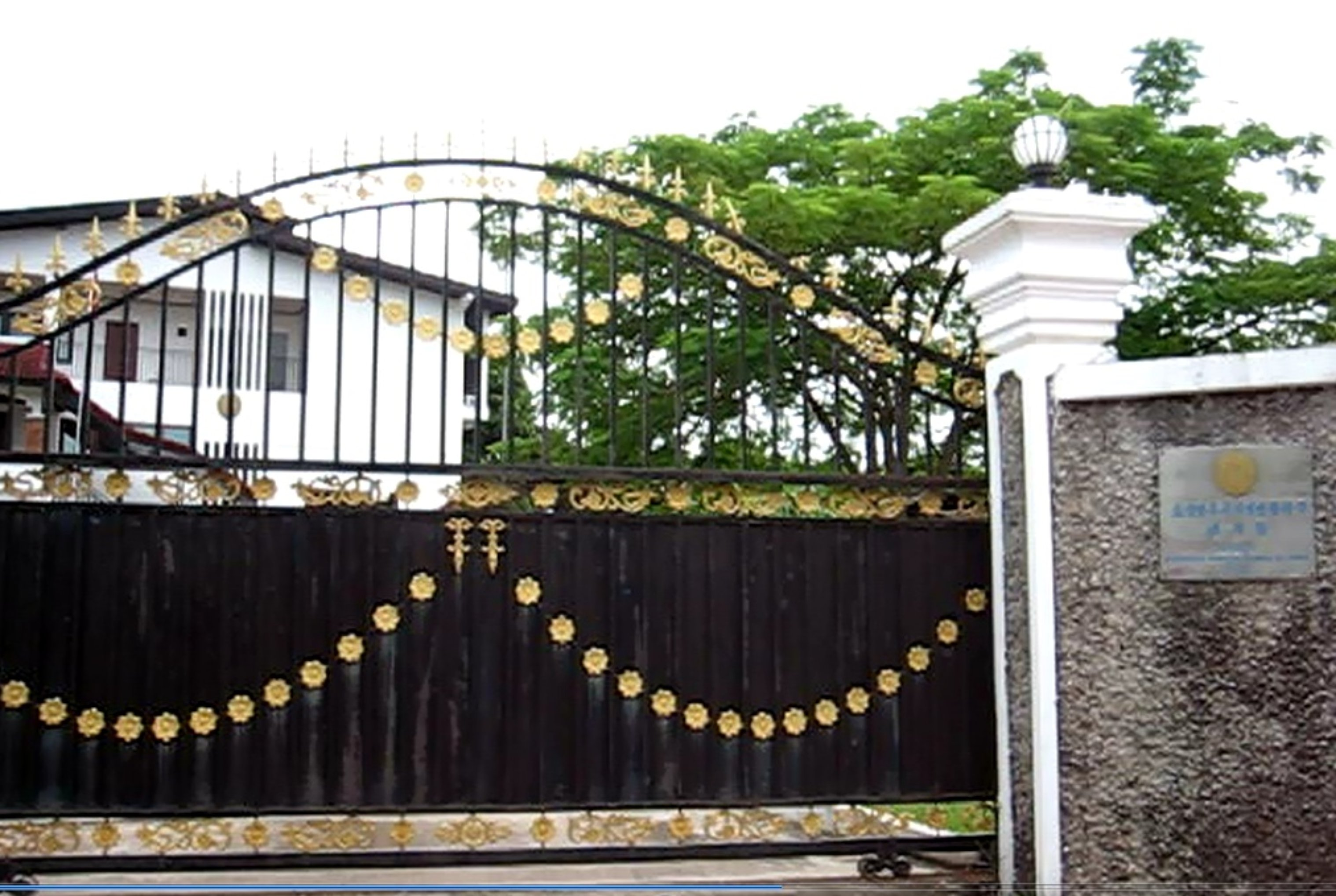
万象的朝鲜駐寮國大使馆

- 柬埔寨
  - 金边（大使馆）[24]
- 中华人民共和国
  - 北京（大使馆）[25]
  - 沈阳（总领事馆）[26]
  - 丹东（沈阳总领事馆领事办公室）[27]

- 印度
  - 新德里（大使馆）[28][29]
- 印度尼西亞
  - 雅加达（大使馆）[30]
- - 永珍（大使馆）[31]
- 蒙古国
  - 乌兰巴托（大使馆）[32]
- 巴基斯坦
  - 伊斯兰堡（大使馆）[33]
  - 卡拉奇（总领事馆（英语：Consulate-General of North Korea, Karachi））
- 新加坡
  - 新加坡（大使馆）[34]
- 泰國
  - 曼谷（大使馆）[35]
- 越南
  - 河内（大使馆）[36]
- 日本
  - 東京（兩國未建交，由朝鮮人組成的民間團體朝鮮總聯做為實質大使館）[37]
- 伊朗
  - 德黑兰（大使馆）[38]
- 科威特
  - 科威特城（大使馆）[39]
- 黎巴嫩
  - 贝鲁特（大使馆）[40]
- 葉門
  - 萨那（大使馆）[41]

## 国际组织
- 纽约（常驻联合国代表团）
- 巴黎（常驻联合国教育、科学及文化组织代表团）
- 日内瓦（常驻联合国日内瓦办事处和瑞士其他国际组织代表团）